# Liga ACB 2009-2010
La Liga ACB 2009-2010 è stata la 54ª edizione del massimo campionato spagnolo di pallacanestro maschile.
Il torneo si compone di diciotto formazioni, che si affrontano in un unico girone all'italiana con partite di andata e ritorno. Le prime otto si qualificano per i play-off per il titolo nazionale, disputati al meglio delle tre gare per i quarti di finale, con la prima e la terza gara in casa della migliore classificata al termine della stagione regolare. Le semifinali e la finale invece sono disputate al meglio delle cinque partite, con la prima, la seconda e l'eventuale quinta in casa della migliore classificata. Le ultime due retrocedono in Liga LEB Oro.
La stagione regolare comincia sabato 10 ottobre 2009 e termina domenica 16 maggio 2010.

## Regular season

### Classifica
|     | Squadra                     | G  | V  | P  | PF    | PS    | Pt. | Qualificazione    |
| --- | --------------------------- | -- | -- | -- | ----- | ----- | --- | ----------------- |
| 1.  | Regal FC Barcelona          | 34 | 31 | 3  | 2.736 | 2.202 | 65  | playoffs          |
| 2.  | Caja Laboral Baskonia       | 34 | 27 | 7  | 2.734 | 2.484 | 61  | playoffs          |
| 3.  | Real Madrid CF              | 34 | 27 | 7  | 2.762 | 2.442 | 61  | playoffs          |
| 4.  | Power Electronics Valencia  | 34 | 23 | 11 | 2.637 | 2.563 | 57  | playoffs          |
| 5.  | Unicaja Málaga              | 34 | 19 | 15 | 2.721 | 2.545 | 53  | playoffs          |
| 6.  | Cajasol Sevilla             | 34 | 19 | 15 | 2.406 | 2.334 | 53  | playoffs          |
| 7.  | Asefa Estudiantes           | 34 | 19 | 15 | 2.672 | 2.620 | 53  | playoffs          |
| 8.  | Gran Canaria 2014           | 34 | 17 | 17 | 2.560 | 2.544 | 51  | playoffs          |
| 9.  | Bizkaia Bilbao Basket       | 34 | 16 | 18 | 2.538 | 2.551 | 50  |                   |
| 10. | CB Granada                  | 34 | 15 | 19 | 2.622 | 2.690 | 49  |                   |
| 11. | DKV Joventut Badalona       | 34 | 15 | 19 | 2.639 | 2.712 | 49  |                   |
| 12. | Suzuki Manresa              | 34 | 14 | 20 | 2.440 | 2.563 | 48  |                   |
| 13. | Blancos de Rueda Valladolid | 34 | 13 | 21 | 2.484 | 2.631 | 47  |                   |
| 14. | Lagun Aro GBC               | 34 | 13 | 21 | 2.500 | 2.667 | 47  |                   |
| 15. | Meridiano Alicante          | 34 | 13 | 21 | 2.563 | 2.696 | 47  |                   |
| 16. | Ayuda en Acción Fuenlabrada | 34 | 12 | 22 | 2.549 | 2.733 | 46  |                   |
| 17. | Xacobeo Blu:sens            | 34 | 8  | 26 | 2.519 | 2.814 | 42  | retrocesse in LEB |
| 18. | CB Murcia                   | 34 | 5  | 29 | 2.499 | 2.790 | 39  | retrocesse in LEB |

### Risultati
| 1ª giornata  |                                   |              |
| 11 ott. 2009 |                                   | 17 gen. 2010 |
| 56-76        | Cajasol - Real Madrid             | 61-81        |
| 77-80        | Lagun Aro GBC - Suzuki Manresa    | 57-69        |
| 71-74        | Unicaja - Fuenlabrada             | 86-81        |
| 66-88        | CB Murcia - Caja Laboral          | 64-78        |
| 74-63        | Bilbao Basket - CB Granada        | 78-66        |
| 80-78        | Alicante - CB Valladolid          | 64-81        |
| 63-80        | Xacobeo Blu:Sens - F.C. Barcelona | 82-103       |
| 80-68        | Valencia - Estudiantes            | 76-88        |
| 67-69        | Gran Canaria - DKV Joventut       | 89-79        |

| 4ª giornata  |                                 |             |
| 25 ott. 2009 |                                 | 7 feb. 2010 |
| 63-84        | Estudiantes - Cajasol           | 78-83       |
| 92-59        | F.C. Barcelona - DKV Joventut   | 81-57       |
| 67-61        | CB Valladolid - Gran Canaria    | 63-77       |
| 65-82        | CB Granada - Valencia           | 67-87       |
| 100-81       | Caja Laboral - Xacobeo Blu:Sens | 80-76       |
| 90-82        | Fuenlabrada - Alicante          | 82-85       |
| 62-57        | Suzuki Manresa - Bilbao Basket  | 67-84       |
| 73-66        | Real Madrid - CB Murcia         | 96-67       |
| 83-76        | Lagun Aro GBC - Unicaja         | 72-97       |

| 7ª giornata  |                               |             |
| 15 nov. 2009 |                               | 7 mar. 2010 |
| 70-64        | Cajasol - Bilbao Basket       | 60-63       |
| 113-69       | Alicante - CB Murcia          | 76-70       |
| 83-66        | Xacobeo Blu:Sens - Unicaja    | 58-89       |
| 75-71        | Valencia - Lagun Aro GBC      | 83-76       |
| 67-73 ot     | Gran Canaria - Real Madrid    | 73-74       |
| 69-82        | DKV Joventut - Suzuki Manresa | 84-78       |
| 80-61        | Estudiantes - Fuenlabrada     | 82-86       |
| 100-72       | F.C. Barcelona - Caja Laboral | 86-79       |
| 64-77        | CB Valladolid - CB Granada    | 73-83       |

| 10ª giornata |                               |              |
| 29 nov. 2009 |                               | 28 mar. 2010 |
| 70-82        | Fuenlabrada - Cajasol         | 56-78        |
| 73-70        | Suzuki Manresa - Caja Laboral | 69-78        |
| 86-69        | Real Madrid - CB Granada      | 71-66        |
| 71-74        | Lagun Aro GBC - CB Valladolid | 39-61        |
| 57-63        | Unicaja - F.C. Barcelona      | 74-84        |
| 83-89        | CB Murcia - Estudiantes       | 64-75        |
| 82-66        | Bilbao Basket - DKV Joventut  | 72-66        |
| 74-50        | Alicante - Gran Canaria       | 77-82        |
| 73-79        | Xacobeo Blu:Sens - Valencia   | 64-81        |

| 13ª giornata |                                 |              |
| 20 dic. 2009 |                                 | 18 apr. 2010 |
| 82-53        | Cajasol - Valencia              | 58-66        |
| 80-64        | Gran Canaria - Xacobeo Blu:Sens | 71-56        |
| 97-77        | DKV Joventut - Alicante         | 85-94        |
| 77-71        | Estudiantes - Bilbao Basket     | 78-73        |
| 84-72        | F.C. Barcelona - CB Murcia      | 73-54        |
| 67-85        | CB Valladolid - Unicaja         | 58-88        |
| 88-76        | CB Granada - Lagun Aro GBC      | 81-84        |
| 80-62        | Caja Laboral - Real Madrid      | 80-74        |
| 81-84        | Fuenlabrada - Suzuki Manresa    | 69-76        |

| 16ª giornata |                                 |             |
| 3 gen. 2010  |                                 | 9 mag. 2010 |
| 62-59        | Cajasol - Suzuki Manresa        | 58-72       |
| 88-72        | Real Madrid - Fuenlabrada       | 86-72       |
| 83-92        | Lagun Aro GBC - Caja Laboral    | 61-96       |
| 112-87       | Unicaja - CB Granada            | 86-79       |
| 96-101       | CB Murcia - CB Valladolid       | 82-83       |
| 65-87        | Bilbao Basket - F.C. Barcelona  | 55-86       |
| 82-60        | Alicante - Estudiantes          | 77-83       |
| 106-90       | Xacobeo Blu:Sens - DKV Joventut | 73-92       |
| 89-72        | Valencia - Gran Canaria         | 63-78       |

| 2ª giornata  |                                  |              |
| 15 ott. 2009 |                                  | 24 gen. 2010 |
| 65-60        | DKV Joventut - Cajasol           | 59-72        |
| 72-75        | Estudiantes - Gran Canaria       | 75-76        |
| 87-62        | F.C. Barcelona - Valencia        | 59-60        |
| 75-64        | CB Valladolid - Xacobeo Blu:Sens | 80-78        |
| 103-71       | CB Granada - Alicante            | 74-80        |
| 85-76        | Caja Laboral - Bilbao Basket     | 86-71        |
| 93-77        | Fuenlabrada - CB Murcia          | 71-98        |
| 77-73        | Suzuki Manresa - Unicaja         | 74-79        |
| 71-67        | Real Madrid - Lagun Aro GBC      | 96-72        |

| 5ª giornata  |                                |              |
| 1º nov. 2009 |                                | 14 feb. 2010 |
| 63-61        | Cajasol - Unicaja              | 77-86        |
| 73-81        | CB Murcia - Lagun Aro GBC      | 68-84        |
| 70-96        | Bilbao Basket - Real Madrid    | 87-80        |
| 71-54        | Alicante - Suzuki Manresa      | 74-78        |
| 86-66        | Xacobeo Blu:Sens - Fuenlabrada | 64-80        |
| 81-74        | Valencia - Caja Laboral        | 67-69        |
| 102-65       | Gran Canaria - CB Granada      | 80-83        |
| 70-65        | DKV Joventut - CB Valladolid   | 67-71        |
| 75-78        | Estudiantes - F.C. Barcelona   | 70-79        |

| 8ª giornata  |                              |              |
| 19 nov. 2009 |                              | 14 mar. 2010 |
| 66-79        | CB Granada - Cajasol         | 85-74        |
| 72-65        | Caja Laboral - CB Valladolid | 86-70        |
| 62-68        | Fuenlabrada - F.C. Barcelona | 66-71        |
| 76-86 ot     | Suzuki Manresa - Estudiantes | 67-96        |
| 84-70        | Real Madrid - DKV Joventut   | 82-76        |
| 76-70        | Lagun Aro GBC - Gran Canaria | 68-83        |
| 87-75        | Unicaja - Valencia           | 87-92        |
| 86-66        | CB Murcia - Xacobeo Blu:Sens | 79-67        |
| 80-58        | Bilbao Basket - Alicante     | 76-74        |

| 11ª giornata |                                  |             |
| 6 dic. 2009  |                                  | 4 apr. 2010 |
| 83-76        | CB Valladolid - Cajasol          | 64-69       |
| 62-72        | CB Granada - F.C. Barcelona      | 72-79       |
| 78-68        | Caja Laboral - Estudiantes       | 58-74       |
| 61-103       | Fuenlabrada - DKV Joventut       | 69-96       |
| 81-66        | Suzuki Manresa - Gran Canaria    | 65-90       |
| 77-66        | Real Madrid - Valencia           | 78-67       |
| 65-69        | Lagun Aro GBC - Xacobeo Blu:Sens | 77-86       |
| 92-73        | Unicaja - Alicante               | 68-71       |
| 75-80        | CB Murcia - Bilbao Basket        | 57-58       |

| 14ª giornata |                                |              |
| 27 dic. 2009 |                                | 25 apr. 2010 |
| 73-66        | Caja Laboral - Cajasol         | 78-65        |
| 76-83        | Fuenlabrada - CB Granada       | 75-86        |
| 73-82        | Suzuki Manresa - CB Valladolid | 74-68        |
| 57-79        | Real Madrid - F.C. Barcelona   | 73-78        |
| 86-74        | Lagun Aro GBC - Estudiantes    | 73-74        |
| 76-78        | Unicaja - DKV Joventut         | 90-67        |
| 86-83        | CB Murcia - Gran Canaria       | 91-95        |
| 79-80        | Bilbao Basket - Valencia       | 75-83        |
| 82-75        | Alicante - Xacobeo Blu:Sens    | 91-65        |

| 17ª giornata |                                |              |
| 10 gen. 2010 |                                | 16 mag. 2010 |
| 55-52        | Gran Canaria - Cajasol         | 65-70        |
| 80-69        | DKV Joventut - Valencia        | 94-96        |
| 90-66        | Estudiantes - Xacobeo Blu:Sens | 88-78        |
| 114-72       | F.C. Barcelona - Alicante      | 85-68        |
| 93-81        | CB Valladolid - Bilbao Basket  | 77-86        |
| 79-76        | CB Granada - CB Murcia         | 76-70        |
| 86-71        | Caja Laboral - Unicaja         | 62-70        |
| 86-70        | Fuenlabrada - Lagun Aro GBC    | 75-80        |
| 76-90        | Suzuki Manresa - Real Madrid   | 79-81        |

| 3ª giornata  |                               |              |
| 18 ott. 2009 |                               | 31 gen. 2010 |
| 77-84        | Cajasol - Lagun Aro GBC       | 56-47        |
| 79-81        | Unicaja - Real Madrid         | 67-84        |
| 73-63        | CB Murcia - Suzuki Manresa    | 55-72        |
| 72-81        | Bilbao Basket - Fuenlabrada   | 72-85        |
| 57-75        | Alicante - Caja Laboral       | 75-90        |
| 92-95        | Xacobeo Blu:Sens - CB Granada | 88-97        |
| 79-63        | Valencia - CB Valladolid      | 76-87        |
| 67-65        | Gran Canaria - F.C. Barcelona | 55-105       |
| 85-64        | DKV Joventut - Estudiantes    | 68-83        |

| 6ª giornata |                                   |              |
| 8 nov. 2009 |                                   | 28 feb. 2010 |
| 76-67       | F.C. Barcelona - Cajasol          | 71-64        |
| 83-89       | CB Valladolid - Estudiantes       | 86-89        |
| 78-83       | CB Granada - DKV Joventut         | 86-76        |
| 86-79       | Caja Laboral - Gran Canaria       | 85-86        |
| 67-82       | Fuenlabrada - Valencia            | 71-84        |
| 62-72       | Suzuki Manresa - Xacobeo Blu:Sens | 87-80        |
| 78-68       | Real Madrid - Alicante            | 95-55        |
| 84-78       | Lagun Aro GBC - Bilbao Basket     | 62-88        |
| 84-54       | Unicaja - CB Murcia               | 89-74        |

| 9ª giornata  |                                |              |
| 22 nov. 2009 |                                | 21 mar. 2010 |
| 81-72        | Cajasol - Xacobeo Blu:Sens     | 91-78        |
| 85-69        | Valencia - Alicante            | 75-83        |
| 98-78        | Gran Canaria - Bilbao Basket   | 65-75        |
| 83-73 ot     | DKV Joventut - CB Murcia       | 87-86        |
| 71-72        | Estudiantes - Unicaja          | 93-96        |
| 83-54        | F.C. Barcelona - Lagun Aro GBC | 60-71        |
| 69-87        | CB Valladolid - Real Madrid    | 71-91        |
| 81-60        | CB Granada - Suzuki Manresa    | 72-68        |
| 76-68        | Caja Laboral - Fuenlabrada     | 86-80        |

| 12ª giornata |                                |              |
| 13 dic. 2009 |                                | 11 apr. 2010 |
| 99-59        | Cajasol - CB Murcia            | 83-77        |
| 70-81        | Bilbao Basket - Unicaja        | 77-66        |
| 100-102      | Alicante - Lagun Aro GBC       | 61-74        |
| 78-68        | Xacobeo Blu:Sens - Real Madrid | 80-92        |
| 92-74        | Valencia - Suzuki Manresa      | 84-82        |
| 70-77        | Gran Canaria - Fuenlabrada     | 76-81        |
| 73-77        | DKV Joventut - Caja Laboral    | 79-104       |
| 77-65        | Estudiantes - CB Granada       | 84-75        |
| 83-50        | F.C. Barcelona - CB Valladolid | 73-59        |

| 15ª giornata |                                  |             |
| 30 dic. 2009 |                                  | 2 mag. 2010 |
| 68-67        | Cajasol - Alicante               | 63-62       |
| 79-73        | Xacobeo Blu:Sens - Bilbao Basket | 58-98       |
| 72-67        | Valencia - CB Murcia             | 96-92       |
| 91-74        | Gran Canaria - Unicaja           | 66-86       |
| 97-95        | DKV Joventut - Lagun Aro GBC     | 70-78       |
| 82-80        | Estudiantes - Real Madrid        | 77-101      |
| 65-45        | F.C. Barcelona - Suzuki Manresa  | 87-82       |
| 83-87        | CB Valladolid - Fuenlabrada      | 70-78       |
| 79-85        | CB Granada - Caja Laboral        | 69-70       |

## Playoff
|  | Quarti di finale | Quarti di finale | Quarti di finale |                |             | Semifinali     | Semifinali | Semifinali |  |  | Finali | Finali     | Finali |
|  |                  |                  |                  |                |             |                |            |            |  |  |        |            |        |
|  | 1.               | Barcellona       | 2                |                |             |                |            |            |  |  |        |            |        |
|  | 8.               | Gran Canaria     | 0                |                |             |                |            |            |  |  |        |            |        |
|  | 8.               | Gran Canaria     | 0                |                | 1.          | Barcellona     | 3          |            |  |  |        |            |        |
|  |                  |                  |                  |                | 1.          | Barcellona     | 3          |            |  |  |        |            |        |
|  |                  | 5.               | Málaga           | 0              |             |                |            |            |  |  |        |            |        |
|  | 4.               | 5.               | Málaga           | 0              | Valencia    | 0              |            |            |  |  |        |            |        |
|  | 4.               |                  |                  |                | Valencia    | 0              |            |            |  |  |        |            |        |
|  | 5.               | Málaga           | 2                |                |             |                |            |            |  |  |        |            |        |
|  |                  |                  |                  |                |             |                |            |            |  |  | 1.     | Barcellona | 0      |
|  |                  |                  | 2.               | Saski Baskonia | 3           |                |            |            |  |  |        |            |        |
|  | 2.               | Saski Baskonia   | 2                |                |             |                |            |            |  |  |        |            |        |
|  | 7.               | Estudiantes      | 0                |                |             |                |            |            |  |  |        |            |        |
|  | 7.               | Estudiantes      | 0                |                | 2.          | Saski Baskonia | 3          |            |  |  |        |            |        |
|  |                  |                  |                  |                | 2.          | Saski Baskonia | 3          |            |  |  |        |            |        |
|  |                  | 3.               | Real Madrid      | 2              |             |                |            |            |  |  |        |            |        |
|  | 3.               | 3.               | Real Madrid      | 2              | Real Madrid | 2              |            |            |  |  |        |            |        |
|  | 3.               |                  |                  |                | Real Madrid | 2              |            |            |  |  |        |            |        |
|  | 6.               | Siviglia         | 1                |                |             |                |            |            |  |  |        |            |        |

## Formazione vincitrice
| N° | Naz.                            | Ruolo | Sportivo              |  | Alt. |  |
| -- | ------------------------------- | ----- | --------------------- |  | ---- |  |
| 4  | Spagna (bandiera)               | P     | Pau Ribas             |  | 196  |  |
| 5  | Belize (bandiera)               | G     | Milt Palacio          |  | 195  |  |
| 7  | Spagna (bandiera)               | A     | Jon Irkus Uriarte     |  |      |  |
| 9  | Brasile (bandiera)              | P     | Marcelinho Huertas    |  | 191  |  |
| 11 | Israele (bandiera)              | AP    | Lior Eliyahu          |  | 206  |  |
| 12 | Bosnia ed Erzegovina (bandiera) | AG    | Mirza Teletović       |  | 205  |  |
| 19 | Spagna (bandiera)               | GA    | Fernando San Emeterio |  | 199  |  |
| 21 | Brasile (bandiera)              | C     | Tiago Splitter        |  | 211  |  |
| 22 | Montenegro (bandiera)           | C     | Vladimir Golubović    |  | 216  |  |
| 23 | Canada (bandiera)               | G     | Carl English          |  | 196  |  |
| 24 | Stati Uniti (bandiera)          | G     | Brad Oleson           |  | 191  |  |
| 25 | Spagna (bandiera)               | AG    | Martín Buesa          |  | 202  |  |
| 35 | Argentina (bandiera)            | AP    | Wálter Herrmann       |  | 206  |  |
| 42 | Croazia (bandiera)              | C     | Stanko Barać          |  | 217  |  |
|    | Spagna (bandiera)               | P     | Unai Eizaguirre       |  |      |  |
|    | Montenegro (bandiera)           | All.  | Duško Ivanović        |  |      |  |

## Statistiche
Punti
| Pos. | Squadra            | Nome                        | G   | Pts | PPG  |
| ---- | ------------------ | --------------------------- | --- | --- | ---- |
| 1.   | Jaycee Carroll     | Gran Canaria 2014           | 649 | 34  | 19,1 |
| 2.   | Gerald Fitch       | Ayuda en acción Fuenlabrada | 466 | 26  | 17,9 |
| 3.   | Miloš Vujanić      | CB Murcia                   | 602 | 34  | 17,7 |
| 4.   | Clay Tucker        | DKV Joventut                | 533 | 33  | 16,2 |
| 5.   | Kōstas Vasileiadīs | Xacobeo Blu:sens            | 400 | 25  | 16,0 |

Rimbalzi
| Pos. | Squadra         | Nome                        | G   | Reb. | RPG  |
| ---- | --------------- | --------------------------- | --- | ---- | ---- |
| 1.   | Esteban Batista | Ayuda en acción Fuenlabrada | 259 | 31   | 8,35 |
| 2.   | Paulão          | CB Murcia                   | 204 | 28   | 7,29 |
| 3.   | Tariq Kirksay   | Cajasol                     | 237 | 33   | 7,18 |
| 4.   | James Augustine | Gran Canaria 2014           | 242 | 34   | 7,12 |
| 5.   | Richard Hendrix | CB Granada                  | 235 | 34   | 6,91 |

Assist
| Pos. | Squadra            | Nome               | G   | Ass. | APG  |
| ---- | ------------------ | ------------------ | --- | ---- | ---- |
| 1.   | Omar Cook          | Unicaja Málaga     | 204 | 34   | 6,00 |
| 2.   | Maximiliano Stanic | Xacobeo Blu:Sens   | 151 | 29   | 5,21 |
| 3.   | Marcelinho Huertas | Caja Laboral       | 133 | 27   | 4,93 |
| 4.   | Ricky Rubio        | Regal FC Barcelona | 150 | 34   | 4,41 |
| 5.   | Kristaps Valters   | DKV Joventut       | 143 | 33   | 4,33 |

## Premi e riconoscimenti
- Liga ACB MVP:  Tiago Splitter, Caja Laboral Baskonia
- Liga ACB MVP finali:  Tiago Splitter, Caja Laboral Baskonia
- Giocatore rivelazione:  Richard Hendrix, CB Granada
- Miglior allenatore:  Xavier Pascual, Regal FC Barcelona[2]
- Quintetto ideale:[3]
  -  Ricky Rubio, Regal FC Barcelona
  -  Juan Carlos Navarro, Regal FC Barcelona
  -  Carlos Suárez, Asefa Estudiantes
  -  Erazem Lorbek, Regal FC Barcelona
  -  Tiago Splitter, Caja Laboral Baskonia